# Звездаева, Вера Андреевна
Вера Андреевна Звездаева (урождённая Козловская, 31 января 1921 года, Смоленск — 7 августа 2010 года, там же) — русская советская писательница. Член Союза писателей СССР. Ветеран партизанского движения.

## Биография
Окончив среднюю школу, начала учёбу в Смоленском государственном педагогическом институте. С лета 1941 года, с первых дней Великой Отечественной войны, стала сотрудником редакции комсомольской газеты «Большевистская молодежь».
Окончила два курса педвуза и в 1942 году, пройдя специальную подготовку, была заброшена на оккупированную территорию Смоленщины. Боец партизанского соединения «Тринадцать», принимала участие в боевых действиях против немецко-фашистских оккупантов и их пособников. Редактировала партизанскую многотиражную газету «Смерть врагам».
После освобождения родного края получила направление на журналистские курсы при редакции газеты «Комсомольская правда». Окончив в 1945 году курсы, продолжила обучение на факультете русского языка и литературы Московского государственного педагогического института имени В. И. Ленина. Училась заочно, окончила Институт в 1948 году. Много лет отработала журналистом в газетах «Рабочий путь» и «Смена», с 1952 по 1965 год редактировала художественную литературу, издаваемую Смоленским книжным издательством. В 1945 году вступила в ВКП(б)
Ещё школьницей начала публиковаться в печатном органе ВЛКСМ газете «Большевистская молодёжь». Первая книга — «Грачи прилетели» — вышла в свет в 1954 году. В 1956 году были изданы очерки об особом партизанском соединении «Тринадцать» Героя Советского Союза С. В. Гришина — «Гришинцы» (соавтор М. К. Киряев). Другие произведения Веры Звездаевой публиковались в журналах «Звезда», «Неман», «Дон», «Край Смоленский». В 1956 году была принята в члены Союза писателей СССР, рекомендацию дала Вера Панова.
Умерла 7 августа 2010 года. Похоронена на Братском кладбище Смоленска.
Лауреат литературной премии имени М. В. Исаковского (2000), имени А. Т. Твардовского. Была награждена орденом Отечественной войны 2-й степени (06.04.1985) и рядом медалей, в том числе «За трудовую доблесть» (07.03.1960), «За боевые заслуги» (10.05.1965).